# Championnat de Tunisie de football 2019-2020
Navigation
Saison précédente Saison suivante
La saison 2019-2020 du championnat de Tunisie de football est la 65e édition de la première division tunisienne à poule unique, la Ligue Professionnelle 1. La saison débute le 24 août 2019 et s'est terminé le 13 septembre 2020. Les deux équipes promues de deuxième division sont l'Avenir sportif de Soliman et le Croissant sportif chebbien, qui effectuent leur première saison dans l'élite.
À l'issue de la saison, l'Espérance sportive de Tunis décroche son 30e titre de champion de Tunisie à trois journées de la fin. Pour la 4e fois de son histoire, le club termine la compétition sans la moindre défaite.
| \| CA EST ST CAB ESS USM JSK CSS ESM CSHL USBG UST ASS CSC \| Localisation des clubs engagés dans le championnat. |
| CA EST ST CAB ESS USM JSK CSS ESM CSHL USBG UST ASS CSC                                                           |

## Participants
Les douze premiers du championnat 2018-2019 ainsi que les deux premiers du championnat de Ligue II 2018-2019 participent à la compétition.
| Club                           | Dernière montée | Classement 2018-2019 | Entraîneur        | Depuis | Stade                         | Capacité théorique | Ville       |
| ------------------------------ | --------------- | -------------------- | ----------------- | ------ | ----------------------------- | ------------------ | ----------- |
| Espérance sportive de Tunis    | 1971            | 1er                  | Mouine Chaabani   | 2018   | Stade olympique de Radès      | 65 000             | Tunis       |
| Étoile sportive du Sahel       | 1962            | 2e                   | Naoufel Chebil    | 2020   | Stade olympique de Sousse     | 30 000             | Sousse      |
| Club sportif sfaxien           | 1947            | 3e                   | Faouzi Benzarti   | 2020   | Stade Taïeb-Mehiri            | 22 000             | Sfax        |
| Union sportive de Ben Guerdane | 2015            | 4e                   | Ramzi Jermoud     | 2020   | Stade du 7-Mars               | 10 000             | Ben Gardane |
| Club africain                  | 1937            | 5e                   | Lassaad Dridi     | 2019   | Stade olympique de Radès      | 65 000             | Tunis       |
| Club athlétique bizertin       | 1990            | 6e                   | Kais Yaâkoubi     | 2020   | Stade du 15-Octobre           | 20 000             | Bizerte     |
| Union sportive monastirienne   | 2017            | 7e                   | Lassaad Chebbi    | 2019   | Stade Mustapha-Ben-Jannet     | 25 000             | Monastir    |
| Union sportive de Tataouine    | 2018            | 8e                   | Hammadi Daou      | 2019   | Stade Néjib-Khattab           | 5 000              | Tataouine   |
| Stade tunisien                 | 2017            | 9e                   | Anis Boussaïdi    | 2020   | Stade Chedly-Zouiten          | 20 000             | Le Bardo    |
| Étoile sportive de Métlaoui    | 2013            | 10e                  | Mohamed Kouki     | 2020   | Stade municipal de Métlaoui   | 5 000              | Métlaoui    |
| Jeunesse sportive kairouanaise | 2009            | 11e                  | Sofiene Hidoussi  | 2020   | Stade Hamda-Laouani           | 7 000              | Kairouan    |
| Club sportif de Hammam Lif     | 2018            | 12e                  | Chokri Khatoui    | 2020   | Stade municipal de Hammam Lif | 15 000             | Hammam Lif  |
| Croissant sportif chebbien     | 2019            | 1re-Groupe A (L2)    | Bertrand Marchand | 2019   | Stade de Chebba               | 3 000              | Chebba      |
| Avenir sportif de Soliman      | 2019            | 1re-Groupe B (L2)    | Sami Gafsi        | 2020   | Stade municipal de Soliman    | 3 000              | Soliman     |

- Ligue des champions de la CAF 2019-2020
- Coupe de la confédération 2019-2020
- Promu de la Ligue II 2018-2019

| Club            | Entraîneur(s) partant(s)            | Motif du départ | Entraîneur(s) arrivant(s) |
| --------------- | ----------------------------------- | --------------- | ------------------------- |
| ES Sahel        | Faouzi Benzarti Juan Carlos Garrido | Renvoi(s)       | Naoufel Chebil            |
| CS Sfax         | Nebojša Jovović Fethi Jebel         | Renvoi(s)       | Faouzi Benzarti           |
| US Ben Guerdane | Tarek Thabet                        | Démission       | Ramzi Jemoud              |
| CA Bizerte      | Sofiene Hidoussi Nassif Bayaoui     | Renvoi          | Kais Yaâkoubi             |
| Stade tunisien  | Montassar Louhichi                  | Renvoi          | Anis Boussaïdi            |
| CS Chebba       | Victor Zvunka                       | Renvoi          | Bertrand Marchand         |

## Compétition

### Règlement
Le classement est calculé avec le barème de points suivant : une victoire vaut trois points, le match nul un. La défaite ne rapporte aucun point.
À égalité de points, les critères de départage sont les suivants :
1. plus grand nombre de points dans les confrontations directes ;
2. plus grand nombre de buts dans les confrontations directes ;
3. plus grande différence de buts dans les matchs de la phase aller ;
4. plus grand nombre de buts marqués dans la phase aller;
5. plus grande différence de buts générale ;
6. plus grand nombre de buts marqués ;
7. meilleur classement fair-play ;
8. tirage au sort pour départager les équipes en cas d'égalité absolue.

### Classement
Source : flashscore.com.
| Rang | Équipe                 | Pts  | J  | G  | N  | P  | Bp | Bc | Diff |
| ---- | ---------------------- | ---- | -- | -- | -- | -- | -- | -- | ---- |
| 1    | Espérance de Tunis T S | 62   | 26 | 18 | 7  | 0  | 41 | 12 | +29  |
| 2    | CS Sfax                | 51   | 26 | 15 | 5  | 5  | 33 | 19 | +14  |
| 3    | US Monastir C          | 45   | 26 | 12 | 8  | 5  | 36 | 19 | +17  |
| 4    | Étoile du Sahel        | 43   | 26 | 11 | 7  | 7  | 37 | 25 | +12  |
| 5    | Club africain          | 40-6 | 26 | 13 | 7  | 6  | 28 | 14 | +14  |
| 6    | Stade tunisien         | 36   | 26 | 9  | 6  | 10 | 26 | 27 | -1   |
| 7    | US Ben Guerdane        | 34   | 26 | 8  | 9  | 8  | 26 | 31 | -5   |
| 8    | CS Chebba P            | 30   | 26 | 7  | 8  | 10 | 33 | 33 | 0    |
| 9    | US Tataouine           | 28   | 26 | 5  | 10 | 10 | 21 | 28 | -7   |
| 10   | AS Soliman P           | 28   | 26 | 8  | 4  | 13 | 29 | 32 | -3   |
| 11   | ES Métlaoui            | 25   | 26 | 5  | 7  | 13 | 23 | 34 | -11  |
| 12   | CA Bizerte             | 23   | 26 | 5  | 8  | 12 | 18 | 35 | -17  |
| 13   | JS Kairouan            | 22   | 26 | 6  | 3  | 16 | 19 | 41 | -22  |
| 14   | CS Hammam Lif          | 22   | 26 | 5  | 7  | 13 | 20 | 40 | -20  |

Qualifications africaines
- 1er et 2e : Qualifiés pour la Ligue des champions 2020-2021
- 3e et 4e : Qualifiés pour la coupe de la confédération 2020-2021

Relégation
- 13e et 14e : Relégué en Ligue II
- Rétrogradation administrative

Abréviations
- T : Tenant du titre
- C : Vainqueur de la coupe de Tunisie 2019-2020
- S : Vainqueur de la Supercoupe de Tunisie 2018-2019
- P : Promus de Ligue II 2018-2019

À la suite du non règlement des indemnités de transfert du joueur algérien Ibrahim Chenihi au MC El Eulma, le Club africain se voit sanctionné d'un retrait de six points le 14 septembre 2019.
Le Croissant sportif chebbien est exclu par la fédération de tous les championnats nationaux à partir de la saison 2020-2021 après avoir constaté que le club a présenté un dossier d'engagement incomplet.

### Domicile et extérieur
Voici le classement des performances des équipes, respectivement à domicile et à l'extérieur.
| Rang | Équipe          | Pts | J  | G  | N | P | Bp | Bc | Diff |
| ---- | --------------- | --- | -- | -- | - | - | -- | -- | ---- |
| 1    | ES Tunis        | 33  | 13 | 10 | 3 | 0 | 28 | 9  | +19  |
| 2    | CS Sfax         | 31  | 13 | 10 | 1 | 2 | 15 | 6  | +9   |
| 3    | Club africain   | 27  | 13 | 8  | 3 | 2 | 17 | 6  | +11  |
| 4    | ES Sahel        | 26  | 13 | 7  | 5 | 1 | 21 | 7  | +14  |
| 5    | US Monastir     | 23  | 13 | 6  | 5 | 2 | 17 | 8  | +9   |
| 6    | Stade tunisien  | 23  | 13 | 6  | 5 | 2 | 11 | 7  | +4   |
| 7    | AS Soliman      | 22  | 13 | 7  | 1 | 5 | 19 | 12 | +7   |
| 8    | ES Métlaoui     | 21  | 13 | 6  | 3 | 4 | 15 | 12 | +3   |
| 9    | CS Chebba       | 19  | 13 | 5  | 4 | 4 | 23 | 16 | +7   |
| 10   | US Tataouine    | 18  | 13 | 5  | 2 | 5 | 12 | 13 | -1   |
| 11   | US Ben Guerdane | 16  | 13 | 3  | 7 | 3 | 15 | 17 | -2   |
| 12   | CA Bizerte      | 16  | 13 | 4  | 4 | 5 | 14 | 17 | -3   |
| 13   | CS Hammam Lif   | 15  | 13 | 4  | 3 | 6 | 12 | 15 | -3   |
| 14   | JS Kairouan     | 13  | 13 | 3  | 4 | 6 | 12 | 14 | -2   |

| Rang | Équipe          | Pts | J  | G | N | P | Bp | Bc | Diff |
| ---- | --------------- | --- | -- | - | - | - | -- | -- | ---- |
| 1    | ES Tunis        | 29  | 13 | 8 | 5 | 0 | 13 | 3  | +10  |
| 2    | US Monastir     | 22  | 13 | 6 | 4 | 3 | 19 | 11 | +8   |
| 3    | CS Sfax         | 20  | 13 | 5 | 5 | 3 | 18 | 13 | +5   |
| 4    | Club africain   | 19  | 13 | 5 | 4 | 4 | 11 | 8  | +3   |
| 5    | US Ben Guerdane | 18  | 13 | 5 | 3 | 5 | 11 | 14 | -3   |
| 6    | ES Sahel        | 17  | 13 | 5 | 2 | 6 | 16 | 18 | -2   |
| 7    | Stade tunisien  | 13  | 13 | 4 | 1 | 8 | 15 | 20 | -5   |
| 8    | CS Chebba       | 11  | 13 | 2 | 5 | 6 | 10 | 17 | -7   |
| 9    | US Tataouine    | 10  | 13 | 1 | 7 | 5 | 9  | 15 | -6   |
| 10   | JS Kairouan     | 9   | 13 | 3 | 0 | 7 | 7  | 27 | -20  |
| 11   | CS Hammam Lif   | 7   | 13 | 1 | 4 | 8 | 8  | 25 | -17  |
| 12   | CA Bizerte      | 7   | 13 | 1 | 4 | 8 | 4  | 18 | -14  |
| 13   | AS Soliman      | 6   | 13 | 1 | 3 | 9 | 10 | 20 | -10  |
| 14   | ES Métlaoui     | 4   | 13 | 0 | 4 | 9 | 8  | 22 | -14  |

### Résultats
| Résultats (▼dom., ►ext.)                                   | EST | ESS | CSS | USBG | CA  | CAB | USMO | UST | ST  | ESM | JSK | CSHL | CSC | ASS |
| EST                                                        |     | 1-0 | 0-0 | 4-1  | 2-1 | 3-1 | 1-0  | 1-1 | 2-1 | 2-1 | 7-1 | 2-0  | 1-1 | 2-1 |
| ESS                                                        | 1-1 |     | 1-1 | 1-0  | 1-1 | 1-2 | 0-0  | 2-0 | 2-1 | 5-1 | 2-0 | 4-0  | 0-0 | 1-0 |
| CSS                                                        | 0-2 | 2-1 |     | 2-0  | 1-0 | 0-0 | 1-0  | 1-0 | 1-2 | 1-0 | 2-1 | 1-0  | 2-0 | 1-0 |
| USBG                                                       | 0-0 | 1-1 | 0-4 |      | 0-0 | 2-0 | 0-2  | 2-2 | 2-2 | 1-0 | 0-1 | 4-2  | 0-0 | 2-1 |
| CA                                                         | 0-0 | 2-3 | 1-0 | 1-0  |     | 2-0 | 0-1  | 1-1 | 3-0 | 2-1 | 2-0 | 0-0  | 1-0 | 2-0 |
| CAB                                                        | 0-2 | 2-2 | 1-2 | 0-0  | 0-1 |     | 2-1  | 1-2 | 1-4 | 1-1 | 1-0 | 1-1  | 2-0 | 2-1 |
| USMO                                                       | 0-1 | 1-2 | 2-1 | 1-1  | 0-0 | 2-0 |      | 1-1 | 1-0 | 1-1 | 3-0 | 3-1  | 2-0 | 0-0 |
| UST                                                        | 0-1 | 0-1 | 1-1 | 0-1  | 0-2 | 1-0 | 1-3  |     | 2-1 | 3-1 | 1-0 | 1-1  | 1-1 | 1-0 |
| ST                                                         | 0-0 | 3-1 | 0-0 | 1-1  | 1-0 | 0-0 | 0-4  | 2-0 |     | 1-0 | 0-1 | 2-0  | 0-0 | 1-0 |
| ESM                                                        | 1-2 | 1-0 | 0-1 | 0-1  | 0-2 | 0-0 | 2-2  | 1-0 | 2-1 |     | 2-0 | 1-1  | 2-1 | 3-1 |
| JSK                                                        | 0-0 | 1-3 | 2-3 | 0-1  | 1-1 | 3-0 | 0-0  | 0-0 | 0-1 | 1-0 |     | 2-0  | 1-3 | 1-2 |
| CSHL                                                       | 0-1 | 1-0 | 2-1 | 1-2  | 0-1 | 2-1 | 1-1  | 2-1 | 0-2 | 0-0 | 1-2 |      | 1-2 | 1-1 |
| CSC                                                        | 1-2 | 1-2 | 2-2 | 3-1  | 0-2 | 0-0 | 2-3  | 0-0 | 2-0 | 2-0 | 4-1 | 3-0  |     | 3-3 |
| ASS                                                        | 0-1 | 2-0 | 1-2 | 0-2  | 2-0 | 2-0 | 1-2  | 1-1 | 2-0 | 1-0 | 2-0 | 1-2  | 4-2 |     |
| - Victoire à domicile - Match nul - Victoire à l'extérieur |     |     |     |      |     |     |      |     |     |     |     |      |     |     |

### Barrage de relégation exceptionnel
À la suite de sa décision d'interdire au Croissant sportif chebbien de s'engager pour la saison 2020-2021, la Fédération tunisienne de football organise un mini-championnat pour identifier l'équipe qui la remplacera. Relégués en championnat de Tunisie de football de deuxième division, le Club sportif de Hammam Lif et la Jeunesse sportive kairouanaise peuvent disputer un tournoi de barrage en compagnie d'El Gawafel sportives de Gafsa et de l'Étoile olympique de Sidi Bouzid.
| \| Rang \| Équipe \| Pts \| J \| G \| N \| P \| Bp \| Bc \| Diff \| \| ---- \| ------------------------------- \| --- \| - \| - \| - \| - \| -- \| -- \| ---- \| \| 1 \| Jeunesse sportive kairouanaise \| 5 \| 3 \| 1 \| 2 \| 0 \| 2 \| 1 \| +1 \| \| 2 \| Club sportif de Hammam Lif \| 5 \| 3 \| 1 \| 2 \| 0 \| 2 \| 1 \| +1 \| \| 3 \| El Gawafel sportives de Gafsa \| 4 \| 3 \| 1 \| 1 \| 1 \| 2 \| 2 \| 0 \| \| 4 \| Étoile olympique de Sidi Bouzid \| 1 \| 3 \| 0 \| 1 \| 2 \| 1 \| 3 \| -2 \| | 1re : Promotion en Ligue I      |     |   |   |   |   |    |    |      |
| Rang | Équipe                          | Pts | J | G | N | P | Bp | Bc | Diff |
| 1 | Jeunesse sportive kairouanaise  | 5   | 3 | 1 | 2 | 0 | 2  | 1  | +1   |
| 2 | Club sportif de Hammam Lif      | 5   | 3 | 1 | 2 | 0 | 2  | 1  | +1   |
| 3 | El Gawafel sportives de Gafsa   | 4   | 3 | 1 | 1 | 1 | 2  | 2  | 0    |
| 4 | Étoile olympique de Sidi Bouzid | 1   | 3 | 0 | 1 | 2 | 1  | 3  | -2   |

| Résultats (▼dom., ►ext.)                                   | CSHL | EGSG | EOSB | JSK |
| CSHL                                                       |      |      |      | 1-1 |
| EGSG                                                       | 0-0  |      | 2-1  |     |
| EOSB                                                       | 0-1  |      |      |     |
| JSK                                                        |      | 1-0  | 0-0  |     |
| - Victoire à domicile - Match nul - Victoire à l'extérieur |      |      |      |     |

## Statistiques

### Évolution du classement
Le tableau suivant récapitule le classement au terme de chacune des journées définies par le calendrier officiel.
| Journée ╱ Équipe   | 1  | 2  | 3  | 4  | 5  | 6  | 7  | 8  | 9  | 10 | 11 | 12 | 13 | 14 | 15 | 16 | 17 | 18 | 19 | 20 | 21 | 22 | 23 | 24 | 25 | 26 |
| ------------------ | -- | -- | -- | -- | -- | -- | -- | -- | -- | -- | -- | -- | -- | -- | -- | -- | -- | -- | -- | -- | -- | -- | -- | -- | -- | -- |
| AS Soliman         | 2  | 3  | 6  | 7  | 8  | 11 | 11 | 12 | 10 | 12 | 10 | 10 | 8  | 8  | 9  | 8  | 9  | 8  | 8  | 9  | 9  | 9  | 8  | 9  | 9  | 10 |
| Club africain      | 1  | 1  | 1  | 3  | 3  | 2  | 2  | 2  | 2  | 2  | 2  | 2  | 5  | 5  | 5  | 5  | 5  | 5  | 5  | 5  | 4  | 4  | 4  | 4  | 4  | 5  |
| CA Bizerte         | 7  | 12 | 8  | 9  | 10 | 9  | 9  | 9  | 9  | 9  | 9  | 11 | 11 | 12 | 13 | 13 | 13 | 14 | 13 | 13 | 14 | 14 | 13 | 14 | 11 | 12 |
| CS Chebba          | 9  | 9  | 12 | 8  | 11 | 8  | 8  | 8  | 8  | 8  | 8  | 8  | 9  | 9  | 8  | 9  | 8  | 9  | 9  | 8  | 8  | 8  | 9  | 8  | 8  | 8  |
| CS Hammam Lif      | 7  | 9  | 12 | 14 | 9  | 10 | 10 | 10 | 11 | 13 | 13 | 13 | 13 | 10 | 10 | 11 | 12 | 11 | 14 | 14 | 13 | 12 | 14 | 12 | 13 | 14 |
| CS Sfax            | 9  | 6  | 4  | 5  | 4  | 4  | 5  | 4  | 4  | 4  | 4  | 4  | 3  | 3  | 2  | 2  | 2  | 2  | 3  | 2  | 2  | 2  | 2  | 2  | 2  | 2  |
| ES Métlaoui        | 12 | 14 | 10 | 11 | 13 | 13 | 12 | 11 | 13 | 11 | 11 | 12 | 12 | 13 | 14 | 14 | 11 | 13 | 11 | 11 | 11 | 10 | 11 | 11 | 12 | 11 |
| Étoile du Sahel    | 2  | 4  | 7  | 6  | 5  | 6  | 7  | 7  | 6  | 6  | 5  | 6  | 6  | 6  | 6  | 6  | 4  | 4  | 4  | 4  | 5  | 5  | 5  | 5  | 5  | 4  |
| Espérance de Tunis | 5  | 2  | 2  | 1  | 1  | 1  | 1  | 1  | 1  | 1  | 1  | 1  | 1  | 1  | 1  | 1  | 1  | 1  | 1  | 1  | 1  | 1  | 1  | 1  | 1  | 1  |
| JS Kairouan        | 9  | 6  | 9  | 12 | 12 | 12 | 13 | 13 | 12 | 10 | 12 | 9  | 10 | 11 | 12 | 12 | 14 | 10 | 12 | 12 | 12 | 13 | 12 | 13 | 14 | 13 |
| Stade tunisien     | 14 | 13 | 14 | 10 | 7  | 7  | 6  | 6  | 7  | 7  | 6  | 5  | 4  | 4  | 4  | 4  | 6  | 6  | 7  | 7  | 7  | 6  | 6  | 6  | 6  | 6  |
| US Ben Guerdane    | 5  | 8  | 5  | 4  | 6  | 5  | 4  | 5  | 5  | 5  | 7  | 7  | 7  | 7  | 7  | 7  | 7  | 7  | 6  | 6  | 6  | 7  | 7  | 7  | 7  | 7  |
| US Monastir        | 2  | 4  | 3  | 2  | 2  | 3  | 3  | 3  | 3  | 3  | 3  | 3  | 2  | 2  | 3  | 3  | 3  | 3  | 2  | 3  | 3  | 3  | 3  | 3  | 3  | 3  |
| US Tataouine       | 12 | 9  | 11 | 13 | 14 | 14 | 14 | 14 | 14 | 14 | 14 | 14 | 14 | 14 | 11 | 10 | 10 | 12 | 10 | 10 | 10 | 11 | 10 | 10 | 10 | 9  |

### Buts marqués par journée
Ce graphique représente le nombre de buts marqués lors de chaque journée, pour un total de 388 buts en 26 journées (soit 14,92 par journée et 2,13 par match) :

### Meilleurs buteurs
| Rang | Joueur                   | Club               | Buts |
| ---- | ------------------------ | ------------------ | ---- |
| 1    | Anthony Okpotu           | US Monastir        | 13   |
| 2    | Bassirou Compaoré        | Club africain      | 8    |
| 2    | Ali Amri                 | US Monastir        | 8    |
| 4    | Rached Arfaoui           | AS Soliman         | 7    |
| 5    | Mohamed Ali Ben Hammouda | AS Soliman         | 6    |
| 5    | Yassine Salhi            | JS Kairouan        | 6    |
| 5    | Rafik Kamerji            | US Tataouine       | 6    |
| 5    | Jilani Abdessalem        | CS Chebba          | 6    |
| 5    | Anice Badri              | Espérance de Tunis | 6    |
| 5    | Guy Mbenza               | Stade tunisien     | 6    |

### Meilleurs passeurs
| Rang | Joueur            | Club               | Passes |
| ---- | ----------------- | ------------------ | ------ |
| 1    | Elyès Jlassi      | US Monastir        | 8      |
| 2    | Billel Bensaha    | Espérance de Tunis | 7      |
| 3    | Mohamed Mkaari    | US Monastir        | 5      |
| 3    | Haykeul Chikhaoui | Stade tunisien     | 5      |
| 3    | Wissem Ben Yahia  | Club africain      | 5      |
| 3    | Aymen Harzi       | CS Sfaxien         | 5      |
| 4    | Zouhaier Dhaouadi | Club africain      | 4      |
| 5    | Bassirou Compaoré | Club africain      | 3      |
| 5    | Hamdou Elhouni    | Espérance de Tunis | 3      |

### Meilleurs gardiens
| Rang | Joueur            | Club                        | Buts | Matchs | Ratio |
| ---- | ----------------- | --------------------------- | ---- | ------ | ----- |
| 1    | Atef Dkhili       | Club africain               | 7    | 20     | 0.35  |
| 2    | Moez Ben Cherifia | Espérance sportive de Tunis | 8    | 20     | 0.40  |
| 3    | Makram Bediri     | Étoile sportive du Sahel    | 4    | 7      | 0.57  |
| 4    | Aymen Dahmen      | Club sportif sfaxien        | 17   | 25     | 0.68  |
| 5    | Béchir Ben Saïd   | US Monastir                 | 17   | 23     | 0.74  |

### Meilleures affluences de la saison
| Rang | Match                    | Journée | Date             | Affluence |
| ---- | ------------------------ | ------- | ---------------- | --------- |
| 1    | ES Tunis - Club africain | J9      | 19 janvier 2020  | 48 000    |
| 2    | ES Tunis - ES Sahel      | J7      | 15 janvier 2020  | 32 000    |
| 3    | Club africain - CS Sfax  | J11     | 15 décembre 2019 | 28 000    |
| 4    | CS Sfax - ES Tunis       | J6      | 27 octobre 2019  | 15 000    |

## Bilan de la saison
- Meilleure attaque : Espérance sportive de Tunis (41 buts marqués)
- Meilleure défense : Espérance sportive de Tunis (12 buts encaissés)
- Premier but de la saison :  Rached Arfaoui (  6e) pour l'Avenir sportif de Soliman contre la Jeunesse sportive kairouanaise (2-1), le 24 août 2019
- Dernier but de la saison :  Bassem Delli (  86e) pour l'Union sportive monastirienne contre l'Union sportive de Ben Guerdane (1-1), le 13 septembre 2020
- Premier but contre son camp :  Hedi Khalfa (  78e) de l'Union sportive de Tataouine en faveur de l'Espérance sportive de Tunis (0-1), le 24 août 2019
- Premier doublé :  Taha Yassine Khenissi (  28e   68e) pour l'Espérance sportive de Tunis contre le Club athlétique bizertin (3-1), le 7 novembre 2019
- Doublé le plus rapide :  Anthony Okpotu (  36e   45e) pour l'Union sportive monastirienne contre le Stade tunisien (0-4), le 23 février 2020
- Premier triplé :  Guy Mbenza (  33e   45e   65e) pour le Stade tunisien contre l'Étoile sportive du Sahel (3-1), le 15 décembre 2019
- But le plus rapide d'une rencontre :  Bassirou Compaoré (  1re) pour le Club africain contre l'Étoile sportive du Sahel (1-1), le 4 janvier 2020
- But le plus tardif d'une rencontre :  Mohamed Ali Yaakoubi (  90+12e) pour l'Espérance sportive de Tunis contre l'Étoile sportive de Métlaoui (2-1), le 24 décembre 2019
- Journée de championnat la plus riche en buts : 7e journée (25 buts)
- Journée de championnat la plus pauvre en buts : 4e journée (8 buts)
- Nombre de buts inscrits durant la saison : 388 buts
- Plus grand nombre de buts dans une rencontre : 8 buts
  - 7-1 lors de Espérance sportive de Tunis contre Jeunesse sportive kairouanaise, le 31 décembre 2019 (13e journée)
- Plus large victoire à domicile : 6 buts d'écart
  - 7-1 lors de Espérance sportive de Tunis contre Jeunesse sportive kairouanaise, le 31 décembre 2019 (13e journée)
- Plus large victoire à l'extérieur : 4 buts d'écart
  - 0-4 lors de Stade tunisien contre Union sportive monastirienne (0-4), le 23 février 2020 (16e journée)
  - 0-4 lors de Union sportive de Ben Guerdane contre Club sportif sfaxien (0-4), le 22 août 2020 (21e journée)
- Plus grand nombre de buts en une mi-temps : 6 buts
  - 5-1 lors de Espérance sportive de Tunis contre Jeunesse sportive kairouanaise, le 31 décembre 2019 (13e journée)
- Plus grand nombre de buts dans une rencontre par un joueur : 3 buts
  -  Guy Mbenza (  33e   45e   65e) pour le Stade tunisien contre l'Étoile sportive du Sahel (3-1), le 15 décembre 2019 (12e journée)
  -  Firas Ben Larbi (  18e   53e   85e) pour l'Étoile sportive du Sahel contre l'Étoile sportive de Métlaoui (5-1), le 22 février 2020 (16e journée)
- Coup du chapeau le plus rapide : 65 minutes
  -  Guy Mbenza (  33e   45e   65e) pour le Stade tunisien contre l'Étoile sportive du Sahel (3-1), le 15 décembre 2019 (12e journée)
- Coups du chapeau de la saison :
  -  Guy Mbenza (  33e   45e   65e) pour le Stade tunisien contre l'Étoile sportive du Sahel (3-1), le 15 décembre 2019 (12e journée)
  -  Firas Ben Larbi (  18e   53e   85e) pour l'Étoile sportive du Sahel contre l'Étoile sportive de Métlaoui (5-1), le 22 février 2020 (16e journée)
- Plus grande série de victoires : Espérance sportive de Tunis (7 victoires consécutives)
- Plus grande série de défaites : Avenir sportif de Soliman (6 défaites consécutives)
- Plus grande série de matchs sans défaite : Espérance sportive de Tunis (26 matchs sans défaites pendant toute la saison)
- Plus grande série de matchs sans victoire : Union sportive de Tataouine (10 matchs sans la moindre victoire)
- Champion d'automne : Espérance sportive de Tunis
- Champion : Espérance sportive de Tunis

## Tableau d'honneur
| Championnat de Tunisie de football 2019-2020                        |                                         |
| Champion                                                            | Espérance sportive de Tunis (30e titre) |
| Qualifications continentales                                        |                                         |
| Ligue des champions de la CAF 2020-2021                             | Espérance sportive de Tunis             |
| Ligue des champions de la CAF 2020-2021                             | Club sportif sfaxien                    |
| Coupe de la confédération 2020-2021                                 | Union sportive monastirienne            |
| Coupe de la confédération 2020-2021                                 | Étoile sportive du Sahel                |
| Promotions et relégations                                           |                                         |
| Promus en Championnat de Tunisie de football                        | Olympique de Béja                       |
| Promus en Championnat de Tunisie de football                        | Avenir sportif de Rejiche               |
| Relégués en Championnat de Tunisie de football de deuxième division | Club sportif de Hammam Lif              |

## Parcours en coupe d'Afrique
Le parcours des clubs tunisiens en coupe d'Afrique permet de déterminer le coefficient de la Confédération africaine de football, et donc le nombre de clubs tunisiens présents en coupe d'Afrique les années suivantes.
| Espérance de Tunis | Ligue des champions       | Quart de finale | Zamalek SC |
| ES Sahel           | Ligue des champions       | Quart de finale | Wydad AC   |
| CS Sfax            | Coupe de la confédération | Premier tour    | Paradou AC |
| US Ben Guerdane    | Coupe de la confédération | Premier tour    | Bandari FC |